# サルビア (小惑星)
サルビア (1083 Salvia) は小惑星帯の小惑星である。カール・ラインムートがハイデルベルクのケーニッヒシュトゥール天文台で発見した。
シソ科のサルビア (Salvia splendens) に因んで名付けられた。